# 한우진 (바둑 기사)
한우진(韓友賑, 2005년 6월 12일 ~ )은 대한민국의 바둑 기사이다. 한국 바둑의 미래를 짊어지고 나갈 신예기사로 촉망받고 있다.

## 약력
광주광역시 출신으로 6세에 부모님의 권유로 바둑에 입문했다. 서울 양천 바둑 도장과 한종진 바둑 도장에서 백홍석과 김세동, 한웅규 사범의 지도를 받았다. 만11세의 나이에 2016년 제16기 한화생명배 세계어린이국수전에서 우승했다. 2019년 제11회 영재입단대회를 통해 입단했다. 2022년에 4단으로 승단했다. 2022년 의정부 국제신예바둑대회 한국대표로 참가하여 준우승을 차지하였고 2022년 이붕배 대회에서 우승을 차지했다. 또한 2022년 삼성마스터 국제바둑대회 예선을 통과하여 본선 32강에 진출했다. 
2023년 2월에 6단으로 승단했으며 2023년 3월 국토정중앙배 천원전에서 우승을 차지하며 7단으로 승단하였다. 같은 해 6월, 제10회 글로비스배 세계바둑 U-20 결승에 진출하여 중국의 왕싱하오를 꺾고 우승을 차지했고, 한국기원 규정에 따라 8단으로 승단했다. 안동시 백암배에서 준우승을 차지하여, 한국기원 규정에 따라 9단으로 승단했다.